# Ellerbek (Kilonia)
Ellerbek, Kiel-Ellerbek – dzielnica miasta Kilonia w Niemczech, w kraju związkowym Szlezwik-Holsztyn.